# Nowa Nadzieja (polska partia polityczna)

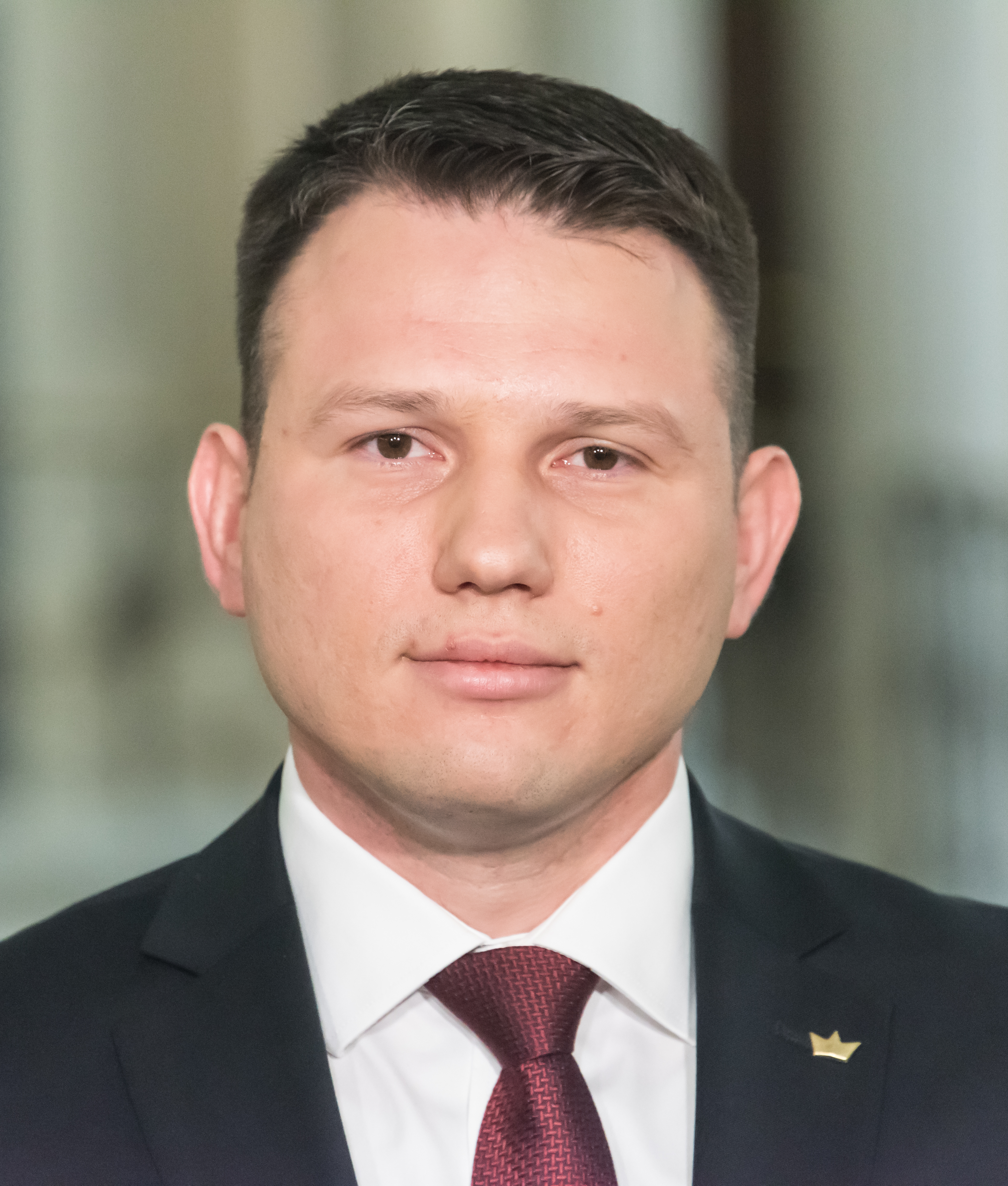
Prezes partii Sławomir Mentzen

Nowa Nadzieja (NN) – polska partia polityczna założona w styczniu 2015 przez część działaczy Kongresu Nowej Prawicy skupionych wokół Janusza Korwin-Mikkego. Od 2019 stanowi część koalicji Konfederacja Wolność i Niepodległość. Po rezygnacji Janusza Korwin-Mikkego z funkcji prezesa 15 października 2022 zastąpił go Sławomir Mentzen. Partia została zarejestrowana sądownie 23 czerwca 2015 jako Koalicja Odnowy Rzeczypospolitej Wolność i Nadzieja (KORWiN). 8 października 2016 przyjęła nazwę „Wolność”, jednak po nieudanych próbach jej zarejestrowania powróciła w grudniu 2018 do używania nazwy „KORWiN”. 18 grudnia 2021 przyjęła nazwę Konfederacja Odnowy Rzeczypospolitej Wolność i Nadzieja (wciąż używając skrótu KORWiN), którą nosiła do 29 listopada 2022.
Poglądy partii zostały w 2020 określone przez politologa Jarosława Tomasiewicza jako skrajnie prawicowe. Jej doktryną jest połączenie konserwatywnego liberalizmu, leseferyzmu i eurosceptycyzmu.
Reprezentację w Sejmie partia posiadała w 2015, ponownie ma ją od 2017. W latach 2015–2019 miała także i ponownie od 2024 posiada przedstawicieli w Parlamencie Europejskim. W styczniu 2018 ugrupowanie dołączyło do konserwatywno-libertariańskiego Międzynarodowego Sojuszu Partii Libertariańskich (IALP).

## Historia

### 2015–2019

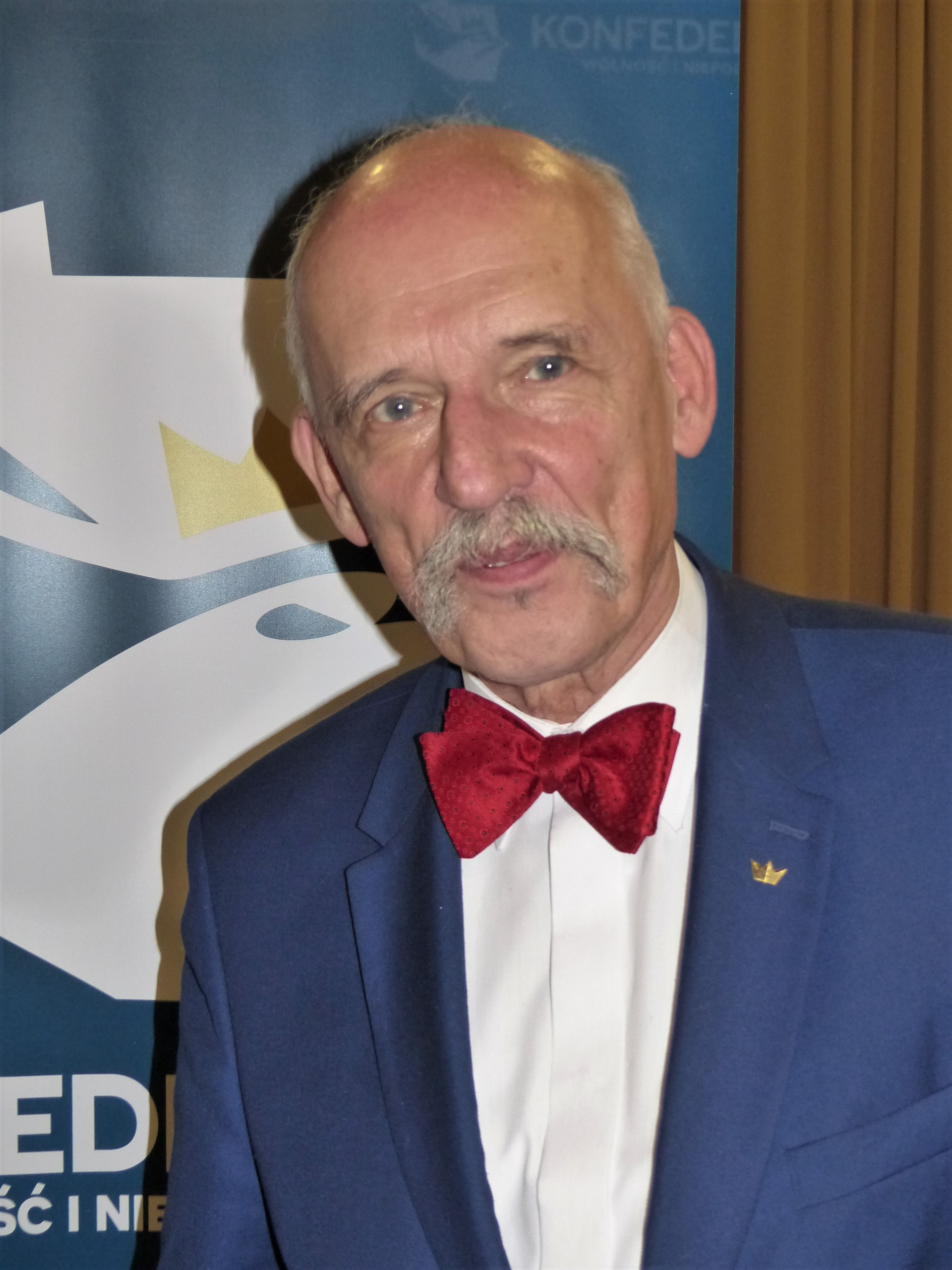
Założyciel partii i jej prezes w latach 2015–2022 Janusz Korwin-Mikke

Powstanie partii ogłoszono 22 stycznia 2015, po utraceniu 5 stycznia 2015 prezesury w KNP przez eurodeputowanego Janusza Korwin-Mikkego. W majowych wyborach prezydenckich był on kandydatem nowej formacji. Uzyskał 3,26% poparcia (486 084 głosy), co dało mu 4. miejsce spośród 11 kandydatów. Wniosek o rejestrację partii złożyli eurodeputowani Janusz Korwin-Mikke i Robert Iwaszkiewicz oraz poseł Przemysław Wipler.
W połowie września 2015 do partii przystąpili dwaj posłowie niezrzeszeni – Tomasz Górski i Jarosław Jagiełło. Ugrupowanie nie utworzyło jednak koła poselskiego.
W październikowych wyborach parlamentarnych ugrupowanie zarejestrowało kandydatów we wszystkich okręgach wyborczych do Sejmu oraz w 11 ze 100 okręgów senackich. Rzecznikiem sztabu wyborczego został Tomasz Sommer. Na listach KORWiN znalazła się też niewielka grupa osób z innych partii: pięcioro członków KNP, dwóch działaczy Ruchu Narodowego, przedstawiciel Partii Libertariańskiej oraz szef Tak dla Polski. Partia zdobyła 722 999 głosów, czyli 4,76% (zajmując 7. miejsce i nie uzyskując mandatów, jednak zdobywając uprawnienie do otrzymania subwencji z budżetu państwa).
W marcu 2016 kandydat partii Szczepan Barszczewski (poparty także przez KNP) zajął 4. miejsce spośród 6 kandydatów do Senatu w wyborach uzupełniających w okręgu łomżyńsko-suwalskim, uzyskując 3,07% głosów.
8 października 2016 decyzją członków zgromadzonych na kongresie partii KORWiN (zwanym założycielskim; zostały na nim wybrane władze) nazwa ugrupowania została zmieniona na „Wolność”. Skrót nazwy „KORWiN” pozostał początkowo bez zmian. 1 kwietnia 2017 rada krajowa przyjęła pełną nazwę partii „Wolność Janusza Korwin-Mikke”, od której skrótem stał się człon „Wolność”.
W kwietniu 2017 jeden z założycieli i wiceprezes partii Przemysław Wipler ogłosił zakończenie działalności politycznej, opuszczając ugrupowanie. Pół roku później z partii odeszła grupa działaczy, w tym szereg liderów regionalnych i okręgowych (na czele z jednym z wiceprezesów ugrupowania Robertem Anackim). Część z nich współtworzyła potem Porozumienie.
W listopadzie 2017 do ugrupowania przeszedł z KNP poseł Jacek Wilk. Należał wówczas do klubu Kukiz’15, z którego wystąpił w lutym 2018. W marcu 2018 prezes partii Janusz Korwin-Mikke odszedł z Parlamentu Europejskiego, a zwolniony przez niego mandat objął Dobromir Sośnierz – także działacz tego ugrupowania.
Na wybory samorządowe w 2018 ugrupowanie powołało komitet wyborczy wyborców Wolność w Samorządzie. Prezes partii tłumaczył, że PKW odmówiła rejestracji komitetu partii z uwagi na istniejący nadal spór o nazwę między nią a Partią Wolności. Komitet wystawił listy do sejmików we wszystkich województwach (w dwóch po jednym okręgu, w pozostałych we wszystkich), a także stu kilkudziesięciu kandydatów na niższym szczeblu. Kilku kandydatów związanych z Wolnością wystartowało także bez powodzenia na prezydentów miast (z ramienia WwS startował m.in. na prezydenta Kielc lider stowarzyszenia Skuteczni, poseł Piotr Liroy-Marzec). W wyborach do sejmików KWW Wolność w Samorządzie uzyskał w skali kraju 1,59% głosów, nie wprowadzając żadnych radnych wojewódzkich. W województwie pomorskim uzyskał 2,83% głosów, a w pozostałych poniżej 2%. Pojedynczy członkowie partii skutecznie ubiegali się z list innych partii o mandaty w organach niższego szczebla (m.in. prezes okręgu lubelskiego Bartłomiej Pejo został radnym powiatu świdnickiego z listy Prawa i Sprawiedliwości, także z listy PiS mandat w radzie Wrocławia uzyskał prezes wrocławskiego oddziału partii Robert Grzechnik). Komitet WwS uzyskał 3 mandaty w radach gmin.
26 października 2018 do partii przeszedł dotychczasowy rzecznik klubu Kukiz’15 i działacz Unii Polityki Realnej, poseł Jakub Kulesza. 22 listopada tego samego roku obaj jej posłowie współtworzyli wraz z Piotrem Liroyem-Marcem koło Wolność i Skuteczni (cztery miesiące później przekształcone w koło Konfederacja).

### 2019–2022

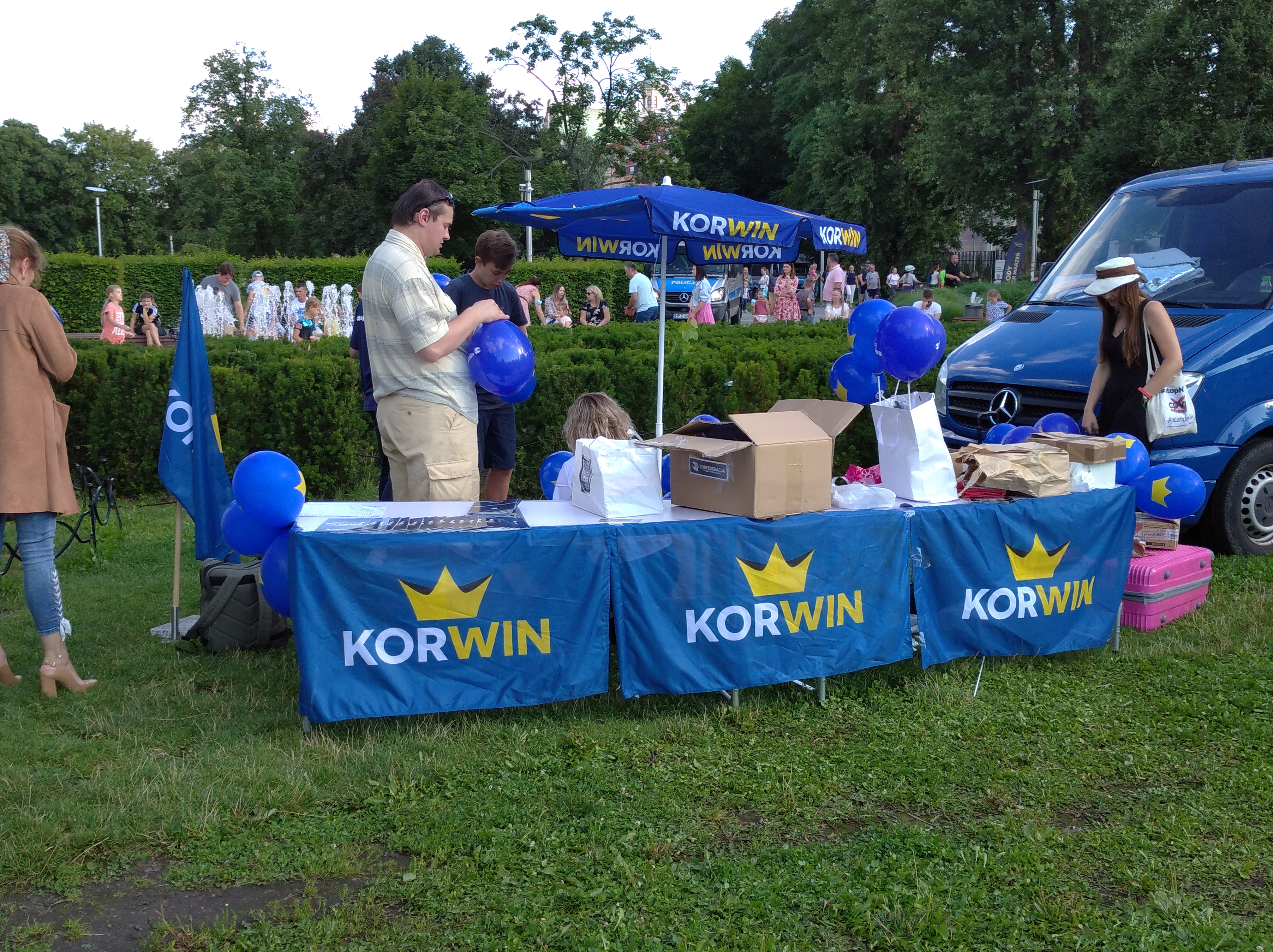
Stoisko KORWiN na wielkim finale Wakacji z Konfederacją w Multimedialnym Parku Fontann w Warszawie, 2021

6 grudnia 2018 Janusz Korwin-Mikke i prezes Ruchu Narodowego Robert Winnicki poinformowali o zawarciu przez swoje partie porozumienia o powołaniu wspólnego komitetu w wyborach do Parlamentu Europejskiego w maju 2019. W styczniu 2019 dołączyły także kierowana przez Grzegorza Brauna organizacja „Pobudka” (przekształcana później w partię Konfederacja Korony Polskiej) oraz stowarzyszenie (następnie także partia) Piotra Liroya-Marca Skuteczni. W lutym sojusz przyjął nazwę Konfederacja KORWiN Braun Liroy Narodowcy. Z czasem dołączyły do niego także założone przez Marka Jakubiaka ugrupowanie Federacja dla Rzeczypospolitej oraz utworzona przez działających jednocześnie w KORWiN polityków Partia Kierowców, która została wyrejestrowana przez Sąd Okręgowy w Warszawie 19 grudnia 2022. Działacze KORWiN obsadzili najwięcej miejsc na jej listach wyborczych (które zostały zarejestrowane we wszystkich okręgach), 5 z 13 z nich otwierając. Konfederacja uzyskała 4,55% głosów, nie osiągając progu wyborczego. 28 czerwca zapowiedziano start Konfederacji także w jesiennych wyborach parlamentarnych. 26 lipca 2019 poinformowano o zarejestrowaniu przez sąd koalicyjnej partii, ostatecznie pod nazwą Konfederacja Wolność i Niepodległość. W sierpniu 2019 kilka osób z kierownictwa KORWiN odeszło z ugrupowania, wiążąc się ze Skutecznymi (po opuszczeniu przez tę partię Konfederacji).
W jesiennych wyborach do Sejmu działacze KORWiN obsadzili niemal połowę pierwszych miejsc na listach Konfederacji WiN, będącej jednym z pięciu komitetów ogólnopolskich. Nie znaleźli się jednak wśród kandydatów do Senatu. Spośród 11 kandydatów Konfederacji WiN, którzy zdobyli mandaty poselskie, przedstawiciele KORWiN uzyskali 5. Otrzymali je Konrad Berkowicz, Artur Dziambor, Janusz Korwin-Mikke, Jakub Kulesza i Dobromir Sośnierz.
Kandydata Konfederacji WiN w wyborach prezydenckich w 2020 wyłoniły prawybory, do których przystąpiło 4 kandydatów KORWiN: Konrad Berkowicz, Artur Dziambor, Janusz Korwin-Mikke i Jacek Wilk. Jako ostatni odpadł Artur Dziambor, który przegrał z Grzegorzem Braunem z KKP i Krzysztofem Bosakiem z RN, który jako zwycięzca prawyborów został kandydatem całej Konfederacji WiN. W czerwcowym głosowaniu zajął on 4. miejsce z wynikiem 6,78% głosów. W II turze KORWiN wraz z resztą Konfederacji nie udzielił poparcia żadnemu z kandydatów.
W przyjętym 18 grudnia 2021 zmienionym statucie, w pełnej nazwie partii słowo „Koalicja” zastąpiono słowem „Konfederacja”.

### Od 2022

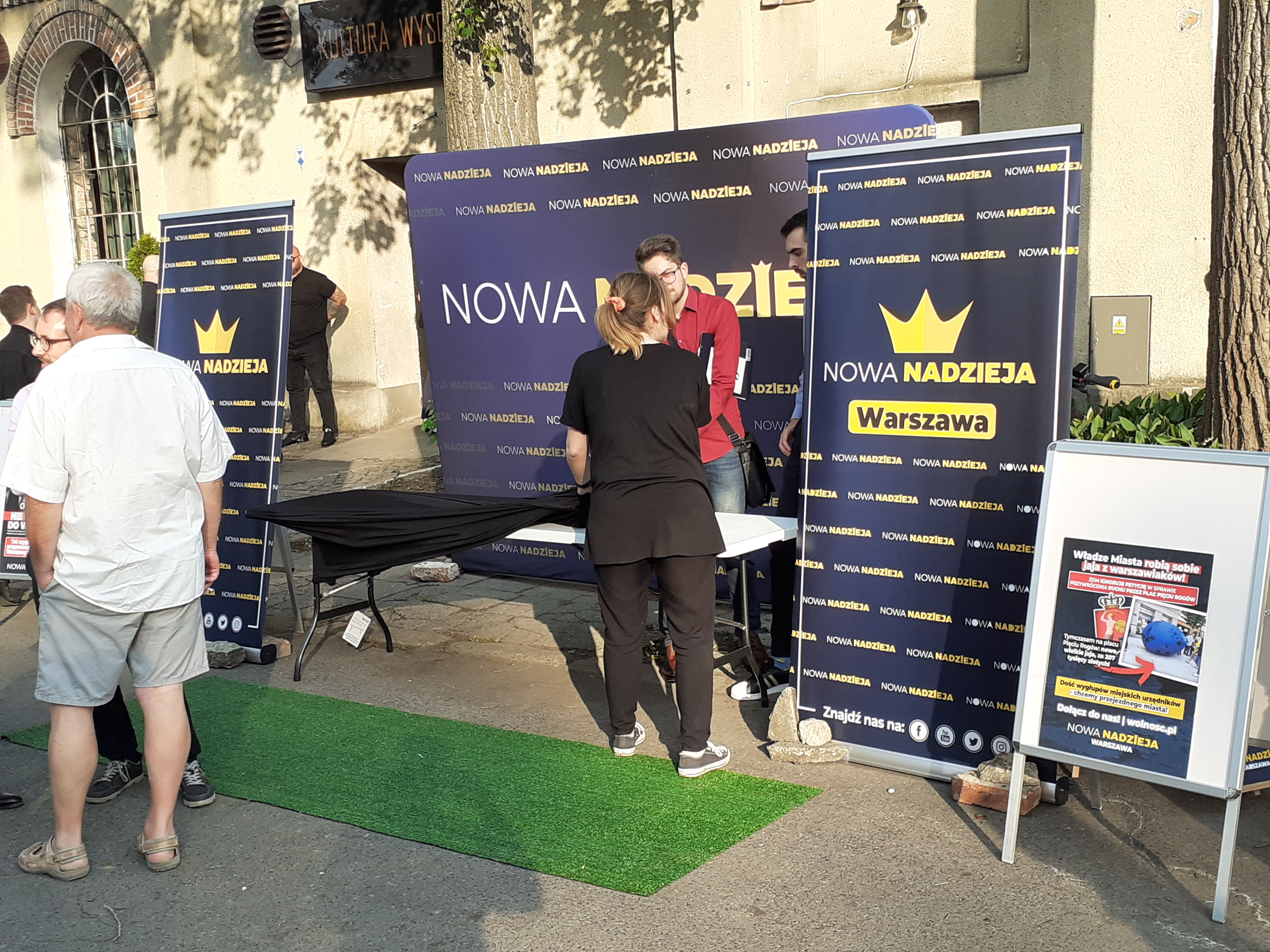
Stoisko Nowej Nadziei w Warszawie, 2023

8 marca 2022 posłowie Artur Dziambor, Jakub Kulesza i Dobromir Sośnierz opuścili partię, nie zgadzając się z wypowiedziami jej prezesa Janusza Korwin-Mikkego po inwazji Rosji na Ukrainę. Zapowiedzieli jednocześnie powołanie nowego ugrupowania w ramach Konfederacji WiN. 17 marca 2022 powołali partię polityczną Wolnościowcy, która została zarejestrowana poprzez przerejestrowanie istniejącej jedynie formalnie partii Konfederacja – Koalicja Propolska, zarejestrowanej w 2019 na wypadek kłopotów prawnych z rejestracją Konfederacji WiN przed wyborami parlamentarnymi (o czym poinformowali 10 maja 2022). Jej prezesem został Artur Dziambor (w lutym 2023 ugrupowanie opuściło Konfederację WiN, a nieco ponad rok później podjęło decyzję o rozwiązaniu).
W czerwcu 2022 do KORWiN przystąpił radny sejmiku podkarpackiego (zasiadający do listopada tego samego roku w klubie Koalicji Obywatelskiej, dotychczasowy członek PSL) Andrzej Szlęzak (był początkowo szefem podkarpackich struktur KORWiN); w 2023 odciął się on jednak od partii i Konfederacji.
15 października 2022 podczas kongresu partii Janusz Korwin-Mikke złożył rezygnację z funkcji prezesa partii, a na jego następcę został wybrany Sławomir Mentzen. Janusz Korwin-Mikke został jednogłośnie wybrany przez delegatów na nowo utworzone, honorowe stanowisko prezesa-założyciela partii. Na tym kongresie zmieniono też strukturę partii i wybrano nowy skład jej władz.
Miesiąc później do partii KORWiN (następnego dnia również do koła Konfederacji) przystąpił poseł Stanisław Tyszka, który kilka dni wcześniej ogłosił odejście z koła poselskiego Kukiz’15 – Demokracja Bezpośrednia.
29 listopada tego samego roku KORWiN przemianowała się na Nową Nadzieję. 14 lutego 2023 prezes NN Sławomir Mentzen został współprzewodniczącym Konfederacji WiN (po wyborach jesienią tego samego roku uchylono jednak tę funkcję). W lipcu 2023 Przemysław Wipler powrócił do partii.
W wyborach parlamentarnych w 2023 ugrupowanie ponownie wystartowało z list Konfederacji WiN, która zajęła 5. miejsce i uzyskała uzyskała 7,16% głosów, otrzymując 18 mandatów w Sejmie i ponownie nie uzyskując mandatów w Senacie, przy czym NN przypadło w niższej izbie parlamentu 7 mandatów poselskich, które otrzymali: Konrad Berkowicz, Bronisław Foltyn, Sławomir Mentzen, Bartłomiej Pejo, Stanisław Tyszka, Ryszard Wilk i Przemysław Wipler. Po wyborach z Rady Liderów Konfederacji WiN został usunięty prezes-założyciel NN Janusz Korwin-Mikke, który nie uzyskał poselskiej reelekcji. Zawieszono go też na miesiąc w prawach członka federacyjnej partii Konfederacja WiN. 13 grudnia 2023 ogłosił tworzenie nowej partii wraz ze Stanisławem Michalkiewiczem i Robertem Iwaszkiewiczem. 5 stycznia 2024 poinformował, że przyjmie ona nazwę KORWiN i program tożsamy z NN (9 kwietnia Konfederacja Odnowy Rzeczypospolitej Wolność i Niepodległość została zarejestrowana).
W wyborach samorządowych w 2024 NN partycypowała w ogólnopolskim komitecie Konfederacja i Bezpartyjni Samorządowcy, który uzyskał 6 mandatów w sejmikach. Radnymi wojewódzkimi zostało dwóch kandydatów związanych z partią – Adam Berkowicz (ojciec Konrada Berkowicza) w sejmiku podkarpackim i Krzysztof Frejowski w sejmiku lubelskim. Ponad 20 działaczy NN wystartowało w wyborach na włodarzy, w większości na prezydentów miast. W wyborach na prezydenta Warszawy kandydowali zarówno Przemysław Wipler (z ramienia KiBS), który zajął 4. miejsce (z wynikiem 4,45% głosów), jak i Janusz Korwin-Mikke (z ramienia partii Bezpartyjni, z poparciem KKP), który zajął przedostatnie, 5. miejsce (z wynikiem 1,4% głosów). Patryk Marjan z NN (startujący z ramienia KWW Bełchatowianie) został w II turze wybrany na prezydenta Bełchatowa.
W wyborach do Parlamentu Europejskiego w tym samym roku NN wystartowała z list Konfederacji WiN, zdobywając 3 z 6 mandatów, które przypadły komitetowi. Uzyskali je Marcin Sypniewski, Stanisław Tyszka i rzeczniczka Konfederacji Ewa Zajączkowska-Hernik. Stanisława Tyszkę zastąpił w Sejmie polityk RN, natomiast Michał Połuboczek z NN zajął miejsce lidera KKP Grzegorza Brauna. Również w czerwcu 2024 do NN został przyjęty dotychczasowy bezpartyjny poseł Konfederacji Grzegorz Płaczek (w eurowyborach związany z PJJ). Eurodeputowani NN przystąpili (jako jedyni z reprezentantów Konfederacji) do nowo utworzonej frakcji Europa Suwerennych Narodów, której współprzewodniczącym został Stanisław Tyszka (wraz z Reném Austem z Alternatywy dla Niemiec, stanowiącej większość europosłów grupy).
W sierpniu tego samego roku RL Konfederacji zdecydowała, że kandydatem formacji w wyborach prezydenckich w 2025 będzie prezes NN Sławomir Mentzen. Zajął on w nich 3. miejsce z wynikiem 14,81% głosów. W II turze nie udzielił poparcia żadnemu z kandydatów.
W maju 2025 do partii dołączył doradca prezydenta Andrzeja Dudy Łukasz Rzepecki, a w następnym miesiącu prezes Naczelnej Rady Łowieckiej, radny Olsztyna i były siatkarz Marcin Możdżonek.

## Sytuacja prawna
23 czerwca 2015 KORWiN została zarejestrowana przez Sąd Okręgowy w Warszawie. Decyzja była nieprawomocna, jednak na jej mocy ugrupowanie powołało komitet wyborczy partii w wyborach w 2015, w związku z czym po przekroczeniu 3% głosów w wyborach do Sejmu przypadła mu subwencja. W 2016 Sąd Najwyższy odmówił prawomocnego zarejestrowania partii, a 22 listopada 2018 decyzję tę podtrzymał Sąd Apelacyjny w Warszawie. 18 grudnia tego samego roku prezes partii Janusz Korwin-Mikke poinformował, że po nieudanych próbach rejestracji sądownej nazwy „Wolność” (ze względu na wcześniejszą rejestrację Ruchu Wolności/Partii Wolności), ugrupowanie będzie ponownie używać nazwy „KORWiN”. W styczniu 2019 postanowienie Sądu Apelacyjnego dotyczące rejestracji partii się uprawomocniło, w związku z czym zdaniem Państwowej Komisji Wyborczej partia formalnie przestała istnieć, a Ministerstwo Finansów wstrzymało wypłatę kolejnych transz subwencji budżetowych. W tym samym roku przywrócono jednak ugrupowaniu status partii nieprawomocnie zarejestrowanej, a w 2022 jej rejestracja się uprawomocniła. W lutym 2023 nieprawomocnie, a w następnym miesiącu prawomocnie została zatwierdzona przez Sąd Okręgowy w Warszawie zmiana nazwy partii z KORWiN na Nowa Nadzieja. NN nie złożyła sprawozdania finansowego za 2024 rok w terminie, w związku z czym PKW została zobligowana do skierowania wniosku do Sądu Okręgowego w Warszawie o wyrejestrowanie partii.

## Program

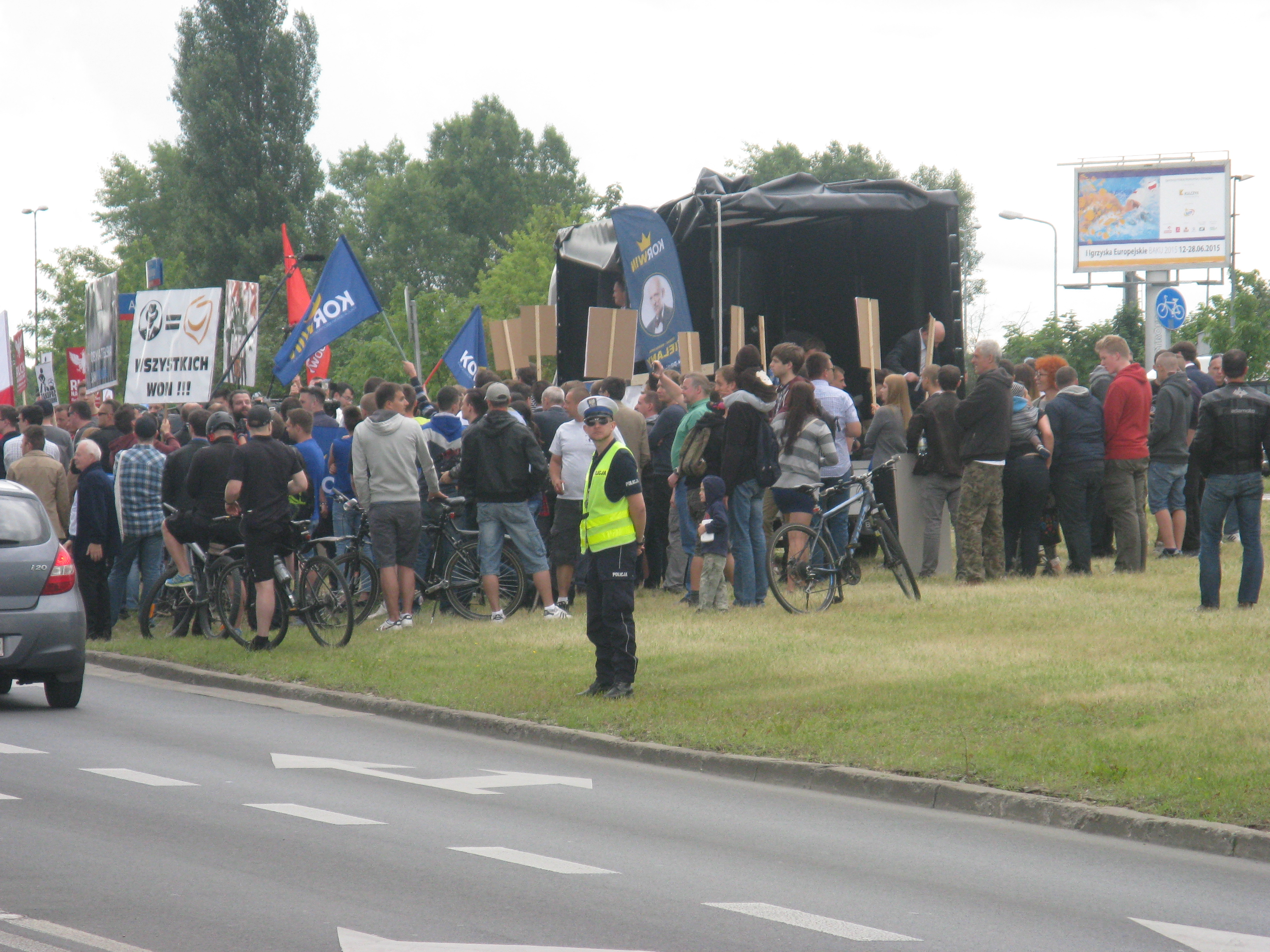
Protesty partii KORWiN i Ruchu Narodowego podczas konwencji programowej PO, 2015

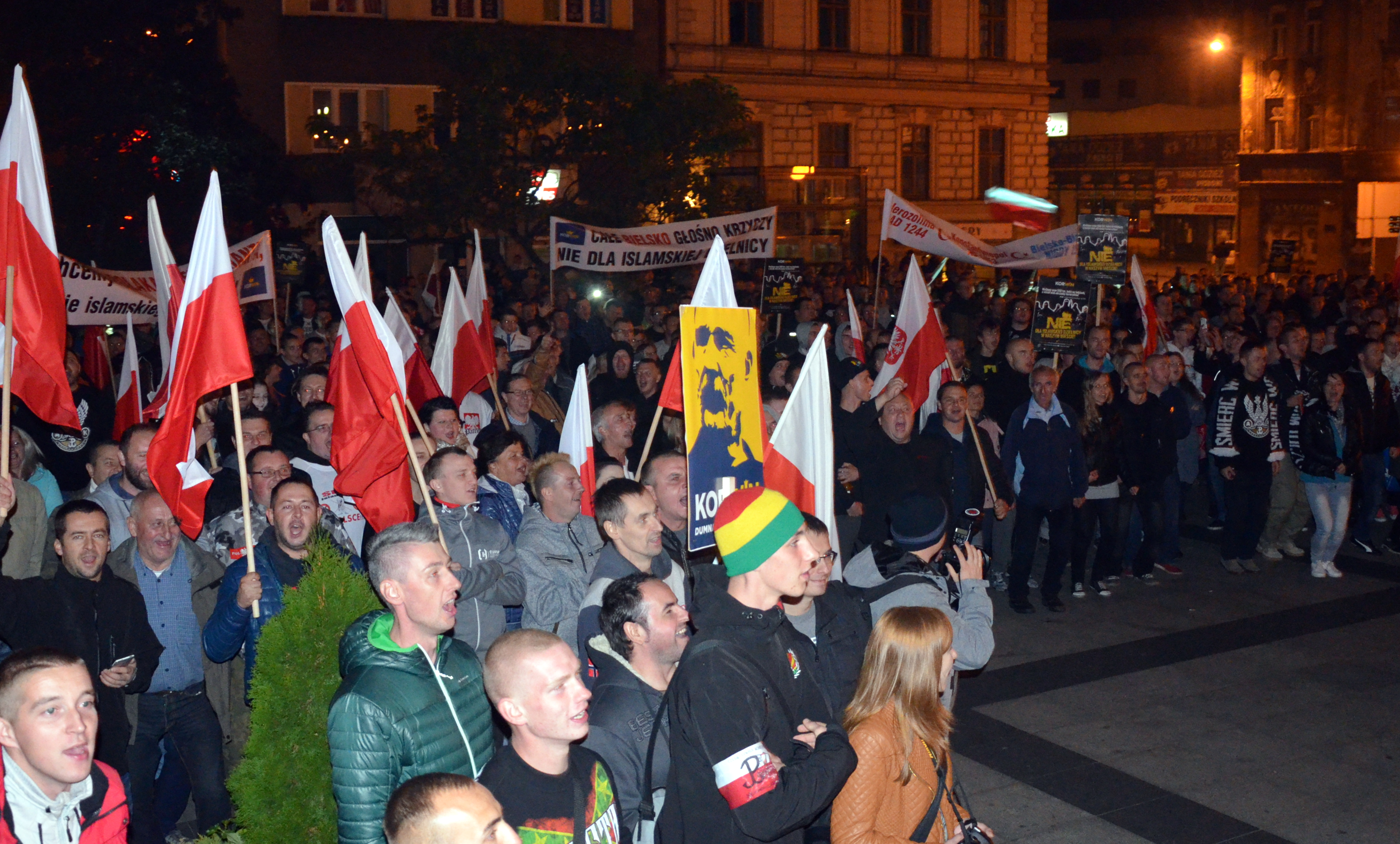
Manifestacja w Bielsku-Białej, 2015

Podstawowe cele ugrupowania zostały określone w statucie partii.

1. Partia dąży metodami przewidzianymi w Konstytucji RP do realizacji poniższych celów:
- odbudowy podstawowych wartości naszej kultury i cywilizacji łacińskiej oraz chrześcijańskich fundamentów moralnych społeczeństwa,
- budowy Państwa Prawa, sprawiedliwych i sprawnych rządów opartych o zasadę pomocniczości,
- realizacji odwiecznych dążeń człowieka do Wolności,
- poszanowania własności prywatnej obywateli i owoców ich pracy,
- zabiegania o realizację polskiego interesu narodowego na arenie międzynarodowej i optymalnych warunków rozwoju Rzeczypospolitej Polskiej,
- umocnienia roli rodziny oraz tworzenia sprzyjających warunków dla jej rozwoju.

W październiku 2015 przedstawiono na konferencji prasowej i opublikowano na oficjalnej stronie internetowej ugrupowania program „Dumna Bogata Polska”. Większa część punktów kilkudziesięciostronicowej publikacji została wcześniej zawarta w programie Stowarzyszenia „Republikanie” Republikańska Polska. Założenia i Tezy programowe. Wśród postulatów znalazły się:
- uchwalenie nowej konstytucji uwzględniającej zasadę chcącemu nie dzieje się krzywda i wprowadzenie systemu prezydenckiego;
- wzmocnienie trójpodziału władzy poprzez wprowadzenie zakazu łączenia stanowisk we władzy ustawodawczej, wykonawczej i sądowniczej (zwłaszcza funkcji posła i ministra);
- redukcja roli Sejmu do organu decydującego o wysokości podatków i kontrolującego władzę wykonawczą oraz zmniejszenie liczby ministerstw;
- utworzenie wybieranej przez Senat i powoływanej przez prezydenta jedenastoosobowej Rady Stanu;
- zlikwidowanie podatków dochodowych PIT i CIT oraz podatku od spadków i darowizn, a także zniesienie obowiązkowych ubezpieczeń emerytalnych i zdrowotnych przy jednoczesnym respektowaniu nabytych uprawnień;
- wprowadzenie do konstytucji zakazu uchwalania w czasie pokoju budżetu z deficytem;
- odzyskanie suwerenności, które wymaga – zdaniem partii – odstąpienia od traktatu lizbońskiego i przebudowy bazy traktatowej Unii Europejskiej;
- zwiększenie o połowę wydatków na obronność;
- przywrócenie kary śmierci.

Zgodnie ze statutem ugrupowania zatwierdzanie programu politycznego lub dokumentów programowych jest kompetencją kongresu. W lipcu 2017 publikacja została zdjęta z głównej strony internetowej partii.

## Struktura i działacze
Organy władz krajowych Nowej Nadziei to: Prezes, Zarząd Krajowy, Rada Krajowa, Sąd Partyjny i Komisja Rewizyjna.

### Zarząd Krajowy
Prezes:
- Sławomir Mentzen

I wiceprezes:
- Konrad Berkowicz

Wiceprezesi:
- Bartłomiej Pejo
- Krzysztof Rzońca
- Marcin Sypniewski

Sekretarz:
- Bartosz Bocheńczak

Skarbnik:
- Roman Łazarski

### Rzecznik prasowy
- Wojciech Machulski

### Posłowie naSejmX kadencji
- Konrad Berkowicz
- Bronisław Foltyn
- Sławomir Mentzen
- Bartłomiej Pejo
- Grzegorz Płaczek – od 24 czerwca 2024, dotychczas bezpartyjny
- Michał Połuboczek – od 26 czerwca 2024, zastąpił Grzegorza Brauna z KKP
- Ryszard Wilk
- Przemysław Wipler

Były poseł na Sejm X kadencji:
- Stanisław Tyszka – do 10 czerwca 2024, wybrany do Parlamentu Europejskiego

Wszyscy posłowie Nowej Nadziei zostali wybrani z list Konfederacji Wolność i Niepodległość i zasiadają w jej klubie.

### Posłowie doParlamentu EuropejskiegoX kadencji
- Marcin Sypniewski
- Stanisław Tyszka
- Ewa Zajączkowska-Hernik

Wszyscy eurodeputowani NN zostali wybrani z list Konfederacji Wolność i Niepodległość i zasiadają w grupie Europa Suwerennych Narodów.

### Posłowie naSejmIX kadencji
- Konrad Berkowicz
- Janusz Korwin-Mikke
- Stanisław Tyszka – od 15 listopada 2022, dotychczas bezpartyjny, wybrany z listy Polskiego Stronnictwa Ludowego jako kandydat ruchu Kukiz’15

Wcześniejsi posłowie na Sejm IX kadencji (od marca 2022 Wolnościowcy, do lutego 2023 zasiadali również w kole Konfederacji):
- Artur Dziambor – do 8 marca 2022
- Jakub Kulesza – do 8 marca 2022
- Dobromir Sośnierz – do 8 marca 2022

Wszyscy posłowie Nowej Nadziei zasiadali w kole Konfederacji Wolność i Niepodległość. Wszyscy (oprócz Stanisława Tyszki) zostali także wybrani z jej list.

### Posłowie naSejmVIII kadencji
- Jakub Kulesza – od 26 października 2018, przeszedł z Unii Polityki Realnej
- Jacek Wilk – od 3 listopada 2017, przeszedł z Kongresu Nowej Prawicy

Obaj posłowie KORWiN zostali wybrani z list komitetu Kukiz’15 i zasiadali w kole Konfederacji Wolność i Niepodległość (Jakub Kulesza był jego przewodniczącym).

### Posłowie doParlamentu EuropejskiegoVIII kadencji
- Robert Iwaszkiewicz, Europa Wolności i Demokracji Bezpośredniej
- Dobromir Sośnierz, niezrzeszony – od 22 marca 2018, zastąpił Janusza Korwin-Mikkego

Wcześniejszy poseł do Parlamentu Europejskiego VIII kadencji:
- Janusz Korwin-Mikke, niezrzeszony – do 1 marca 2018, zrzekł się mandatu

Wszyscy eurodeputowani KORWiN zostali wybrani z list Kongresu Nowej Prawicy.

### Posłowie naSejmVII kadencji
- Tomasz Górski – od 14 września 2015, wcześniej Solidarna Polska
- Jarosław Jagiełło – od 16 września 2015, wcześniej Kongres Nowej Prawicy
- Przemysław Wipler, wcześniej Polska Razem i Kongres Nowej Prawicy

Wszyscy posłowie KORWiN zostali wybrani z list Prawa i Sprawiedliwości.

## Młodzieżówka
Sekcja młodzieżowa ugrupowania od stycznia 2017 nosi nazwę Młodzi dla Wolności. Skupia ona osoby w wieku od 15 do 26 lat. Od lipca 2024 prezesem MdW jest Wiktor Dolata. Wcześniej byli nimi kolejno: Tomasz Bethke (do lutego 2018), Julia Polakowska (od lutego 2018 do października 2021) i Krzysztof Rzońca (od października 2021 do lipca 2024).

## Poparcie w wyborach

### Wybory parlamentarne
| Wybory | Sejm                            | Sejm                            | Sejm                            | Sejm    | Sejm    | Senat   | Senat   | Rząd     |
| Wybory | Głosy                           | Głosy                           | Głosy                           | Mandaty | Mandaty | Mandaty | Mandaty | Rząd     |
| Wybory | Liczba                          | %                               | +/−                             | Liczba  | +/−     | Liczba  | +/−     | Rząd     |
| ------ | ------------------------------- | ------------------------------- | ------------------------------- | ------- | ------- | ------- | ------- | -------- |
| 2015   | 722 999                         | 4,76 (7.)                       | –                               | 0/460   | –       | 0/100   | –       | Brak     |
| 2019   | Start w ramach Konfederacji WiN | Start w ramach Konfederacji WiN | Start w ramach Konfederacji WiN | 5/460   | 5       | 0/100   | –       | Opozycja |
| 2023   | Start w ramach Konfederacji WiN | Start w ramach Konfederacji WiN | Start w ramach Konfederacji WiN | 7/460   | 2       | 0/100   | –       | Opozycja |

### Wybory prezydenckie
| Wybory | Kandydat            | Zdjęcie | I tura    | I tura     |
| Wybory | Kandydat            | Zdjęcie | Głosów    | %          |
| ------ | ------------------- | ------- | --------- | ---------- |
| 2015   | Janusz Korwin-Mikke |         | 486 084   | 3,26 (4.)  |
| 2020   | Krzysztof Bosak*    |         | 1 317 380 | 6,78 (4.)  |
| 2025   | Sławomir Mentzen**  |         | 2 902 448 | 14,81 (3.) |

* Członek RN, wspólny kandydat Konfederacji (KORWiN, RN, KKP).

** Wspólny kandydat Konfederacji (NN, RN).

### Wybory samorządowe
| Wybory | Sejmiki             | Sejmiki             | Sejmiki             | Sejmiki | Sejmiki |
| Wybory | Głosy               | Głosy               | Głosy               | Mandaty | Mandaty |
| Wybory | Liczba              | %                   | +/−                 | Liczba  | +/−     |
| ------ | ------------------- | ------------------- | ------------------- | ------- | ------- |
| 2018*  | 245 317             | 1,59                | –                   | 0/552   | –       |
| 2024   | Start w ramach KiBS | Start w ramach KiBS | Start w ramach KiBS | 2/552   | 2       |

* Jako KWW Wolność w Samorządzie.

### Wybory do Parlamentu Europejskiego
| Wybory | Liczba głosów               | %                           | Liczba mandatów | +/− |
| ------ | --------------------------- | --------------------------- | --------------- | --- |
| 2019   | Start w ramach Konfederacji | Start w ramach Konfederacji | 0/51            | –   |
| 2024   | Start w ramach Konfederacji | Start w ramach Konfederacji | 3/53            | 3   |